# Donald Anderson (homme politique)
Pour les articles homonymes, voir Anderson et Donald Anderson.
Donald Anderson, baron Anderson de Swansea, est un homme politique du Parti travailliste né le 17 juin 1939. 

## L'éducation
Anderson est né à Swansea et fait ses études à l'école primaire Brynmill et à la Swansea Grammar School avant d'étudier à l'université de Swansea.

## Biographie
Il est député britannique jusqu'en 2005. Il entre dans la Chambre des Communes en 1966. Il est par la suite président de la commission des affaires étrangères de la Chambre des communes.
Il est le père de Geraint Anderson, l'ancien financier reconverti en écrivain qui publie notamment Cityboy.